# Globalization and World Cities Research Network

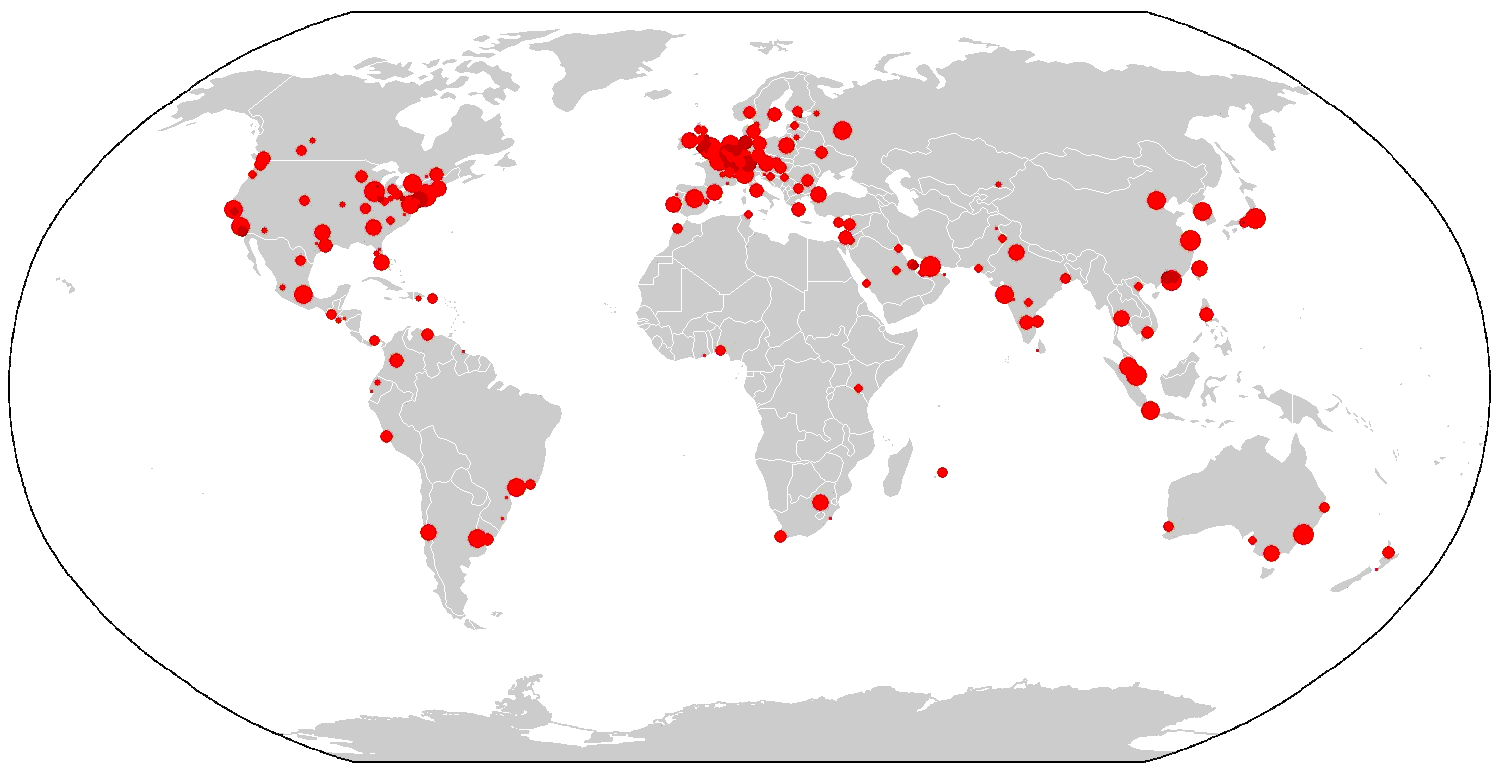
Verteilung der wirtschaftlich orientierten Weltstädte gemäß der GaWC-Studie von 2010

Das Globalization and World Cities Research Network (GaWC) ist eine Denkfabrik (engl. think tank), angesiedelt am Department of Geography der Loughborough University in Loughborough, England. Hauptforschungsgebiet ist der Zusammenhang der Weltstädte bzw. Global Cities und dem Prozess der Globalisierung.
Das GaWC wurde 1998 vom britischen Geographen Peter J. Taylor ins Leben gerufen. Am besten bekannt sind die Studien zur Kategorisierung von Weltstädten in Alpha-, Beta- und Gamma-Ordnungen.

## Stadtklassifizierung (2024)
Die Städte sind in der Einteilung von 2024 wie folgt klassifiziert.

### Alpha
Städte auf Alpha-Ebene verbinden die wichtigsten Wirtschaftsstaaten und -regionen mit der Weltwirtschaft und sind in die vier Bereiche Alpha ++, Alpha +, Alpha und Alpha − unterteilt.

#### Alpha ++
Alpha-++-Städte sind Städte, die am stärksten in die Weltwirtschaft eingebunden sind:
- London
- New York City

#### Alpha +
Alpha-+-Städte sind hoch integrierte Städte, die erweiterte Anforderungen erfüllen:
- Dubai
- Hongkong
- Paris
- Peking
- Shanghai
- Singapur
- Sydney
- Tokio

#### Alpha
- Amsterdam
- Bangkok
- Chicago
- Frankfurt am Main
- Guangzhou
- Istanbul
- Jakarta
- Kuala Lumpur
- Los Angeles
- Madrid
- Mexiko-Stadt
- Mailand
- Moskau
- Mumbai
- São Paulo
- Seoul
- Toronto
- Warschau

#### Alpha −
- Berlin
- Boston
- Brüssel
- Buenos Aires
- Dublin
- Düsseldorf
- Houston
- Johannesburg
- Lissabon
- Luxemburg (Stadt)
- Melbourne
- München
- Neu-Delhi
- Riad
- San Francisco
- Santiago de Chile
- Shenzhen
- Stockholm
- Taipeh
- Washington, D.C.
- Wien
- Zürich

### Beta
Beta-Städte sind Städte, die mittlere Wirtschaftsregionen mit der Weltwirtschaft verbinden und in die drei Bereiche Beta +, Beta und Beta − unterteilt sind.

#### Beta +
- Athen
- Atlanta
- Auckland
- Barcelona
- Bengaluru
- Bogotá
- Budapest
- Bukarest
- Chengdu
- Dallas
- Doha
- Hamburg
- Hangzhou
- Ho-Chi-Minh-Stadt
- Lima
- Miami
- Montreal
- Prag
- Rom
- Tianjin

#### Beta
- Abu Dhabi
- Brisbane
- Calgary
- Chongqing
- Dalian
- Genf
- Hanoi
- Jinan
- Kairo
- Kapstadt
- Kopenhagen
- Kiew
- Manama
- Manila
- Nairobi
- Nanjing
- Oslo
- Perth
- Shenyang
- Suzhou
- Tel Aviv-Jaffa
- Wuhan
- Xiamen
- Zhengzhou

#### Beta −
- Beirut
- Belgrad
- Bratislava
- Caracas
- Casablanca
- Changsha
- Chennai
- Denver
- Hefei
- Helsinki
- Karatschi
- Kunming
- Lagos
- Lyon
- Manchester
- Montevideo
- Nikosia
- Panama-Stadt
- Philadelphia
- Port Louis
- Qingdao
- Rio de Janeiro
- Sankt Petersburg
- Seattle
- Sofia
- Stuttgart
- Vancouver
- Xi’an
- Zagreb

### Gamma
Städte auf Gamma-Ebene sind Städte, die kleinere Wirtschaftsregionen mit der Weltwirtschaft verbinden und in die drei Bereiche Gamma +, Gamma und Gamma − unterteilt sind:

#### Gamma +
- Adelaide
- Almaty
- Amman
- Antwerpen
- Austin
- Colombo
- Dhaka
- Fuzhou
- Guatemala-Stadt
- Hyderabad
- Kapstadt
- Kuwait-Stadt
- Lahore
- Minneapolis
- Porto
- Rotterdam
- San Diego
- Santo Domingo
- Taiyuan
- Tunis

#### Gamma
- Ahmedabad
- Birmingham
- Bologna
- Bristol
- Detroit
- Haikou
- Harbin
- Islamabad
- Kampala
- Monterrey
- Muskat
- Nashville
- Ningbo
- Osaka
- Phnom Penh
- Pune
- Quito
- Riga
- San José (Costa Rica)
- San José (Kalifornien)
- San Salvador
- Tampa
- Tiflis
- Tegucigalpa
- Tirana

#### Gamma −
- Accra
- Baku
- Baltimore
- Bilbao
- Cali
- Changchun
- Charlotte
- Cleveland
- Daressalam
- Dschidda
- Edinburgh
- Katowice
- Labuan
- Ljubljana
- Managua
- Marseille
- Nanchang
- Penang
- Pittsburgh
- Posen
- St. Louis
- Surabaya
- Turin
- Valencia
- Wellington